# 鎌倉市立玉縄小学校
鎌倉市立玉縄小学校（かまくらしりつ たまなわしょうがっこう）は、神奈川県鎌倉市玉縄にある公立小学校。地元では「玉小」（たましょう）と呼ばれる。
この学校を卒業したほとんどの生徒は鎌倉市立玉縄中学校に入学する。

## 歴史
- 明治6年（1873年）5月 - 学制発布にともない、貞宗寺境内にあった寺子屋を小学校とする。当初の学区は関谷村・岡本村・城廻村・植木村。
- 明治15年（1882年）1月 - 龍宝寺(鎌倉市植木 (鎌倉市))境内に校舎を移転する
- 大正2年（1913年）6月 - 校歌制定。作詞は小森保太郎、作曲は小林錠之助で二人とも神奈川師範学校の教諭である。　[1]
- 大正14年（1925年）7月 - 龍宝寺門前に校舎を新設する。
- 昭和12年（1937年）8月 - 玉縄の現在地に校舎を移転。旧校舎は後に高級将官用の捕虜収容所に転用され、その後取り壊され現存しない。
- 昭和40年代後半～50年代前半 - 第二次ベビーブーム・周辺地域の宅地化により生徒数が増加するが、校舎増築、プレハブ校舎の設置などによりしのぐ。この工事により、校舎が□形になり、中庭が出来る。なお生徒数増加による問題は昭和54年（1979年）4月の鎌倉市立関谷小学校の開校、昭和60年（1985年）4月の鎌倉市立植木小学校開校により解決する。
- 昭和60年（1985年）4月 - 特殊学級を開設する

## 特記事項
- 門は4つあり、かつての門の塗色にちなんでそれぞれ「赤門（正門）」「青門（体育館脇）」「黄色門（校庭南東）」「緑門（校舎北東）」と呼ばれる。現在、基本的に正門以外は登下校に使われない。
- 中庭がある。
- かつて付属施設としてのプールが校舎南東、「黄色門」付近にあった。現在では住宅になっている。
- 校内に地域資料（農耕器具など）が保管されている（見学はできない）。また、地域の防災拠点に指定されている。
- 過去に孔雀がつがいで飼育されていたが、そのつがいから人口孵化によってさらにもう一組誕生させることに成功している。現在では寿命により死亡しており、飼育小屋は物置小屋として使われている。
- 現在[いつ?]は亀が飼われている。